# Дадиља (филм)
Дадиља (енгл. The Nanny) је британски психолошки трилер из 1965. године, са Бети Дејвис у улози дадиље која покушава да убије дечака о коме брине.

## Улоге
| Глумац        | Улога          |
| ------------- | -------------- |
| Бети Дејвис   | Дадиља         |
| Вилијам Дикс  | Џои Фејн       |
| венди Крејг   | Вирџинија Фејн |
| Џил Бенет     | ујна Пен       |
| Реџиналд Дени | Хари Грифитс   |